# Kashiwagi Gien

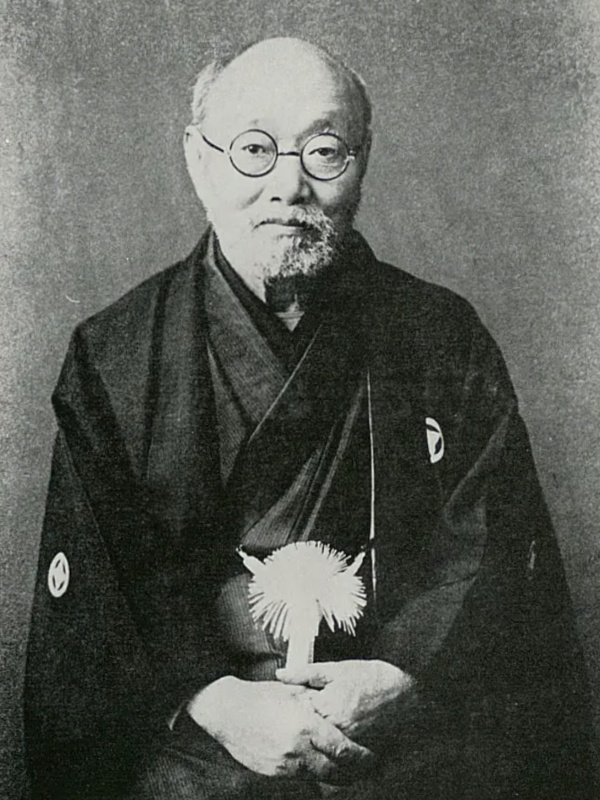
Kashiwagi Gien

Kashiwagi Gien (japanisch 柏木 義円; geboren 30. März 1860 in der Provinz Echigo; gestorben 8. Januar 1938) war ein japanischer christlicher Denker und Pastor.

## Leben und Wirken
Kashiwagi Gien begann eine buddhistische Ausbildung als Mitglied des Yoita-Klans (与板藩) in der Provinz Echigo. 1878 machte er seinen Abschluss am Lehrerseminar Tokyo (東京師範学校, Tōkyō shihan gakkō). Während er an einer Grundschule in der Präfektur Gunma arbeitete, wurde er 1884 von Ebina Danjō in der Annaka-Kirche (安中教会, Annaka kyōkei) in Annaka getauft.
1889 schloss Kashiwagi eine Weiterbildung an der Dōshisha-Lehranstalt (志社普通学校; Dōshisha futsū gakkō) ab. Nachdem er an der „Dōshisha Preparatory School“ (同志社予備校, Dōshisha yobikō), der „Kumamoto English School“ (熊本英語学校, Kumamoto eigo gakkō) und der „Kumamoto Girls' Englisch School“ (熊本英語女学校, Kumamoto eigo jogakkō) gearbeitet hatte, war er ab 1893 mit der Herausgabe von „Dōshisha Literature“ (同志社文学; Dōshisha bungaku). Er kritisierte u. a. den Nationalismus des Philosophen Inoue Tetsujirō und das „Imperial Rescript on Education“ (教育勅語, Kyōiku chokugo).
1897 wurde Kashiwagi Pastor der Annaka-Kirche und veröffentlichte ab 1898 das monatlichen erscheinende Magazin „Jōmō Kyōkai geppō“ (上毛教界月報). Er blieb für den Rest seines Lebens Pastor der Kirche, wobei er regionale Mission durchführte und weiter auch kritisch zur politischen und sozialen Entwicklungen Stellung nahm. So äußerte er sich scharf zu den Umweltschäden, die das Ashio-Kupferbergwerk verursachte, setzte sich für die die Beendigung der gewerblichen Prostitution und für die Gleichberechtigung der Buraku-Bevölkerung ein und verurteilte und das Massaker an Koreanern in Verbindung mit dem Kantō-Erdbeben 1923 scharf. Nach dem Russisch-Japanischen Krieg bestand er konsequent auf Nichtkrieg. Er kritisierte u. a. das japanische Militär beim Mukden-Zwischenfall und musste dabei erleben, dass sein Monatsmagazin hin und wieder verboten wurde.
Als 1935 Kashiwagi als Pastor der Annaka Church in den Ruhestand trat, wurde das Monatsmagazin 1936 mit der Ausgabe 459 eingestellt. Unter dem Gesichtspunkt, sich sozusagen dem „Glauben an Torheit“ zu widmen, appellierte er weiterhin für das Leben, Nichtkrieg, Frieden und Religionsfreiheit.